# Ugly Sisters Nunataks
Die Ugly Sisters Nunataks (englisch für Häßliche-Schwestern-Nunatakker) sind zwei Nunatakker in der antarktischen Ross Dependency. Sie ragen südlich des Cinderella-Nunataks und rund 75 km südwestlich des Mount Albert Markham auf.
Wissenschaftler einer von 1960 bis 1961 durchgeführten Kampagne der New Zealand Geological Survey Antarctic Expedition benannten sie nach Aschenputtels Stiefschwestern aus dem Märchen der Gebrüder Grimm.